# Mihaljevići (Pleternica)
Mihaljevići is een plaats in de gemeente Pleternica in de Kroatische provincie Požega-Slavonië. De plaats telt 3 inwoners (2001).